# Wojciech Siemion

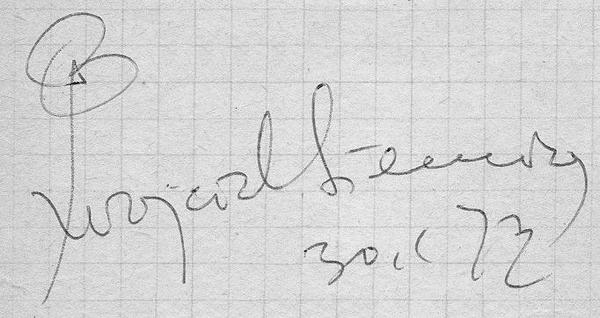
Janvier 1973.

Wojciech Juliusz Siemion, né le 28 juillet 1928 à Krzczonów, près de Lublin, et mort le 24 avril 2010 à Varsovie, est un acteur polonais.

## Biographie
Il était aussi membre  du Patriotyczny Ruch Odrodzenia Narodowego (PRON) (Front patriotique pour la renaissance nationale), membre du Sejm et du Parti populaire polonais. Siemion est mort en avril 2010 des suites d'un accident de voiture.

## Filmographie

### Cinéma
- 1954 : Przygoda na Mariensztacie
- 1955 : La Croix bleue
- 1957 : Eroica
- 1958 : Zamach
- 1960 : De la veine à revendre
- 1960 : Marysia i krasnoludki
- 1962 : L'Or de mes rêves
- 1964 : Giuseppe w Warszawie
- 1964 : Salto
- 1965-1966 : Wojna domowa
- 1966 : Niewiarygodne przygody Marka Piegusa
- 1968 : Kierunek Berlin
- 1973 : Poszukiwany, poszukiwana
- 1974 : Nie ma róży bez ognia
- 1974 : Ziemia obiecana
- 1974 : Zwycięstwo
- 1974 : Wolna sobota
- 1978 : Co mi zrobisz, jak mnie złapiesz?
- 1981 : Filip z konopi
- 1983 : Alternatywy 4
- 1993 : Kolejność uczuć
- 1993 : Tajemnica trzynastego wagonu
- 1997 : Złotopolscy
- 2001 : Przedwiośnie
- 2003 : Ubu Król
- 2008 : Niezawodny system
- 2009 : Ostatnia akcja

### Télévision
- 1966-1970 : Czterej pancerni i pies